# Конвой №4108
Конвой № 4108 — японський конвой часів Другої світової війни, проведення якого відбувалось у листопаді 1943-го.
Вихідним пунктом конвою був атол Трук у центральній частині Каролінських островів, де ще до війни створили потужну базу японського ВМФ, з якої до лютого 1944-го провадились операції в цілому ряді архіпелагів. Пунктом призначення став розташований у Токійській затоці порт Йокосука, що під час війни був обраний як базовий для логістики Труку.
До конвою увійшли транспорти «Хоко-Мару», «Сіньо-Мару» (Shinyo Maru) та «Чоан-Мару №2 Го» (останній сам тривалий час займався ескортуванням і лише за місяць до того був перекласифікований у транспорт із допоміжного канонерського човна). Ескорт забезпечував есмінець «Оіте».
Загін вийшов у море 8 листопада 1943-го. Надвечір 11 листопада за сім десятків кілометрів на південний схід від північних Маріанських островів сталась невдала торпедна атака на конвой, а вранці 12 листопада він прибув на острів Сайпан. Увечері тієї ж доби конвой рушив далі, при цьому його склад поповнився транспортом «Хійосі-Мару» (Hiyoshi Maru), який незадовго до того прибув на Маріанські острови з метрополії.
У підсумку конвою № 4108 вдалось успішно подолати райони поблизу островів Огасавара та біля східного узбережжя Японського архіпелагу, де також традиційно діяли американські підводні човни, і 20 листопада він без втрат досягнув Йокосуки.